# Блейк, Артур
Артур Чарльз Блейк (англ. Arthur Charles Blake; 26 января 1872, Бостон — 23 октября 1944, Бостон) — американский легкоатлет, серебряный призёр летних Олимпийских игр 1896.
Блейк участвовал в забеге на 1500 м, который прошёл 7 апреля. В нём он занял второе место, пропустив вперёд австралийца Тедди Флэка.
Также Блейк участвовал в марафоне, прошедшем 10 апреля. С самого начала он находился в числе лидеров гонки, однако на пол-пути он сошёл с дистанции.
После Игр Блейк стал работником в страховой фирме.